# Jonathan Pittis
Jonathan Pittis soprannominato Jon (Calgary, 25 gennaio 1982) è un ex hockeista su ghiaccio canadese naturalizzato italiano, di ruolo attaccante.
Anche il fratello Domenico è stato un hockeista.

## Carriera

### Club
Pittis iniziò la sua carriera nel 2000 con il team della University of Michigan. In America rimase per quattro anni, giocando 140 partite e realizzando 76 punti (28 gol e 48 assist). Nel 2004 sbarcò per la prima volta in Italia: giocò la prima stagione nelle file dei Mastini Varese. Al termine del suo primo campionato in Italia mise a segno 14 gol più 12 assist in 41 partite. Nel 2005 Pittis venne acquistato dall'Asiago Hockey, rimanendo per due stagioni. In totale disputò 85 partite con 26 reti e 54 assist, divenendo, alla sua ultima stagione in Veneto, il miglior marcatore della sua squadra.
Nel 2007 passò alla formazione allenata da coach Doug McKay, l'Hockey Club Bolzano, con il quale vinse dopo poche settimane di campionato la Supercoppa italiana. Al termine della stagione conquistò anche lo scudetto.
Nel 2008-2009 bissò il successo dell'anno precedente vincendo un'altra Supercoppa ed un altro scudetto.
Infortunatosi al ginocchio ai mondiali 2010, rimase fermo nella prima metà del campionato 2010-2011 per poi trovare un accordo con lo Sport Ghiaccio Pontebba nel mese di gennaio 2011.
Per la stagione successiva ritornò in America firmando per i Carstairs Redhawks nella Chinook Hockey League dove totalizzò 5 punti in altrettante partite. Nel 2012-2013 rimase nella stessa lega firmando, però, con gli Innisfail Eagles, con il quale chiuse la sua carriera.

### Nazionale
Pittis militò nella Nazionale italiana. Con il Blue Team giocò il campionato del mondo di hockey su ghiaccio di gruppo A nel 2007 in Russia, nel 2008 in Canada e nel 2010 in Germania.

## Palmarès

### Club
- Campionato italiano: 2

Bolzano: 2007-2008, 2008-2009
- Coppa Italia: 1

Bolzano: 2008-2009
- Supercoppa italiana: 2

Bolzano: 2007, 2008

### Nazionale
- Campionato mondiale di hockey su ghiaccio - Prima Divisione: 1

Ungheria 2011